# ビショップ・カレッジ・スクール
ビショップ・カレッジ・スクール （非営利学校法人司教学園、英: Bishop's College School (BCS)） カナダのケベック州シェルブルック (ケベック州)市にある私立学校。学校は1836年 (天保七年) に設立された。高校では7年生から12年生に設定されている。地元では一握りの英仏バイリンガルか、12年生の私立寄宿制の学校である。例年の大学進学率は100%で、学術の一流で、現地で名声の高い非営利のバイリンガル寄宿学校である。1972年、BCSは近隣の姉妹校King's Hall, Compton (KHC)と合併し、カナダで初めて男女共学の私立学校となった。国際バカロレアIBと、ケベック州とニューブランズウィック州の3つのディプロマプログラムを受講する必要がある。

## 歴史

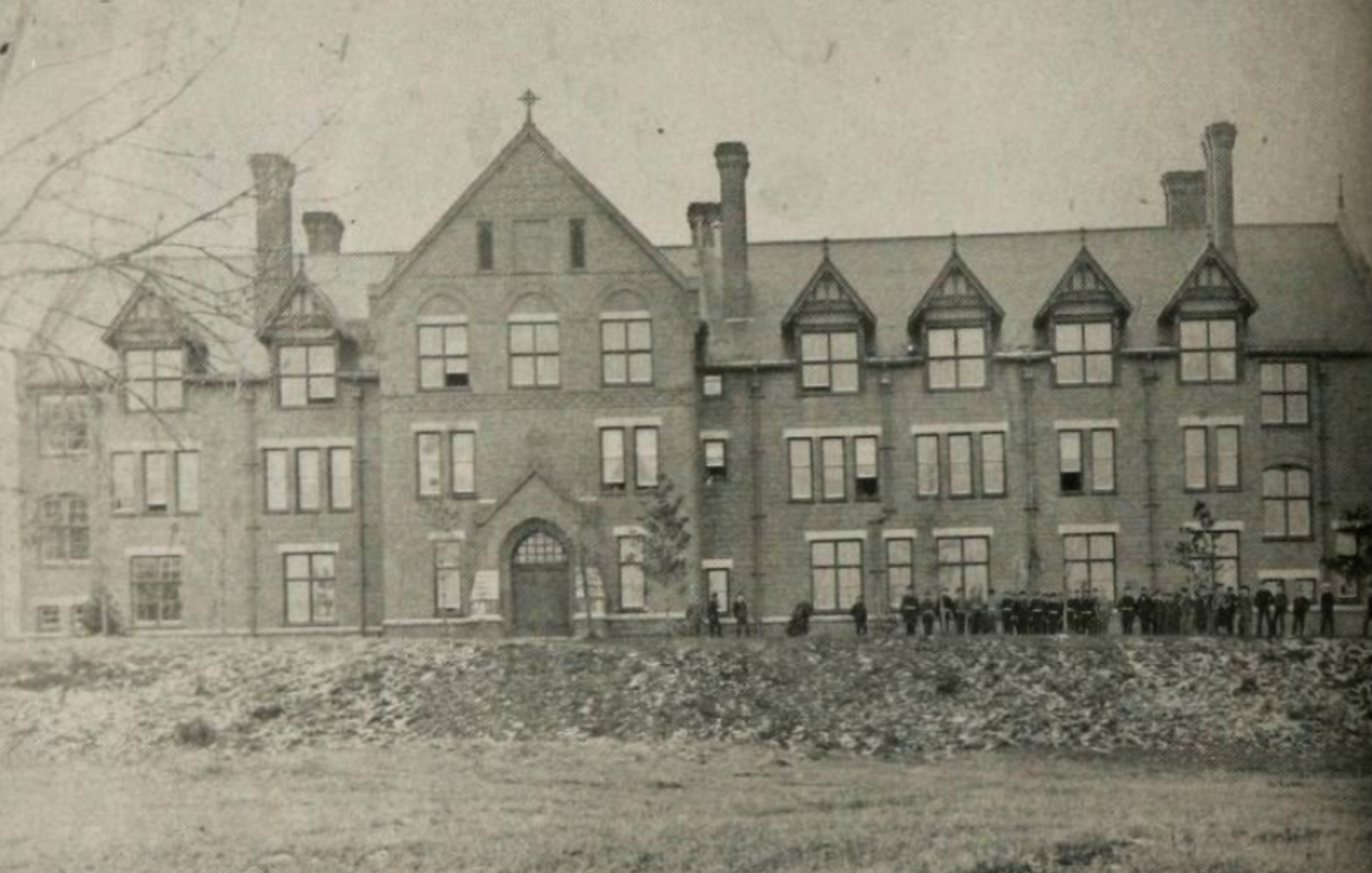
BCS (BU，1885)

1836年 (天保七年) に英国式グラマースクールとして設立された。同司教大学Bishop's Universityは、親族関係にあるケンブリッジ大学の文学修士のEdward Chapman、オックスフォード大学法律博士のGeorge Mountain大司教と米国伝道師のLucius Doolittleによって設立された。1869年(明治元年)にオックスフォード/ケンブリッジ大学のカレッジBishop ' s Collegeとなり、現在は司教大学の予備学校となっている。1878年に法的に独立した。1864年カナダの総督のViscount Monck夫妻からカナダの「イートン・カレッジ」と賞賛された。

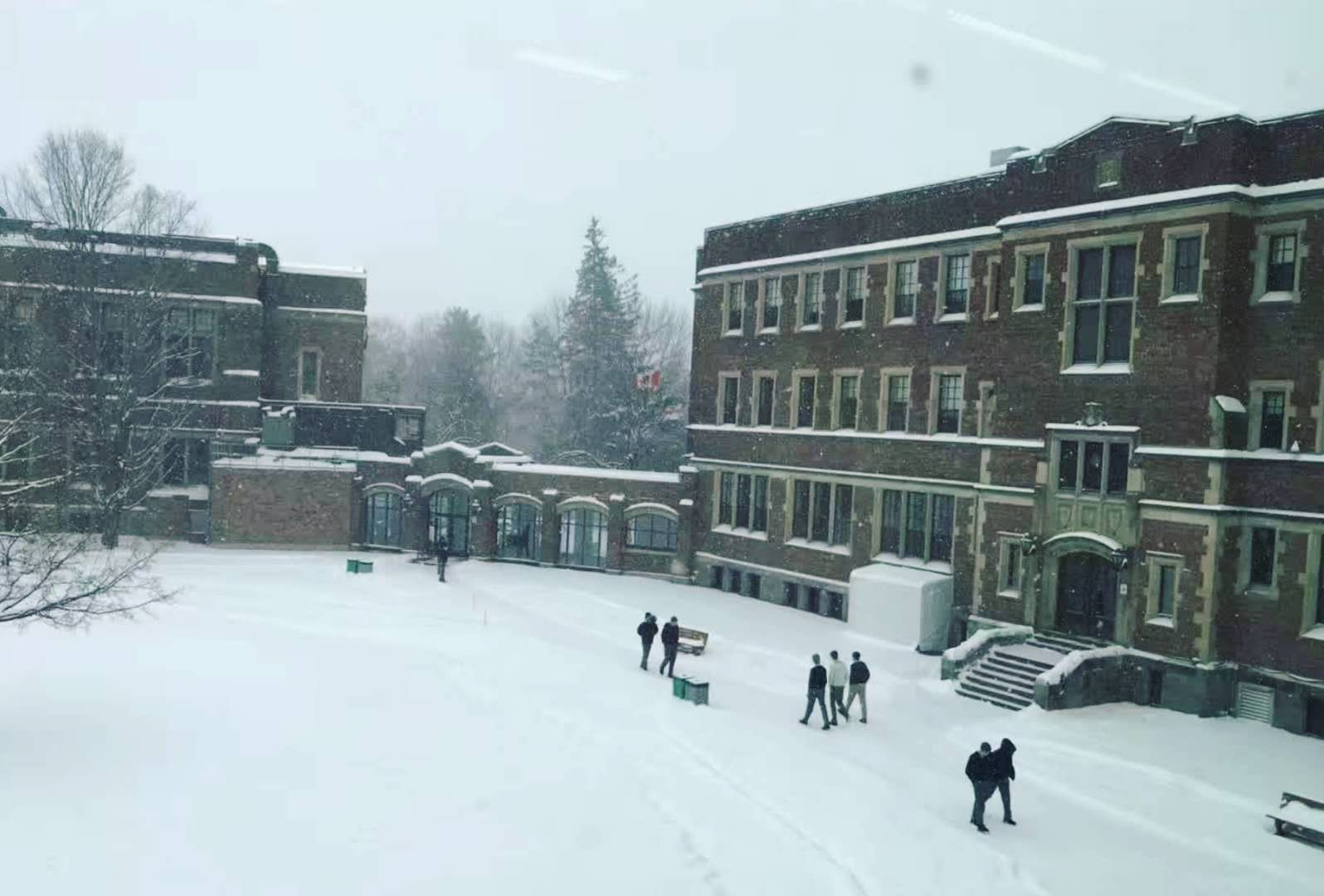
Snow Day in BCS Squad

1891年(明治24年)に卒業生はオタワのBCS式学校Ashburyカレッジを創立した。1935年にオックスフォード大学を卒業し、アシュバリー大学Ashbury校の第4代学長に就任した。学校はケベック州のサイレント革命後、強制的な宗教従属がなくなった。1891年に大火が発生し、1922年(大正11年)にはセント・フランシス川の対岸に移ったが、司教大学とは密接な関係を保っている。

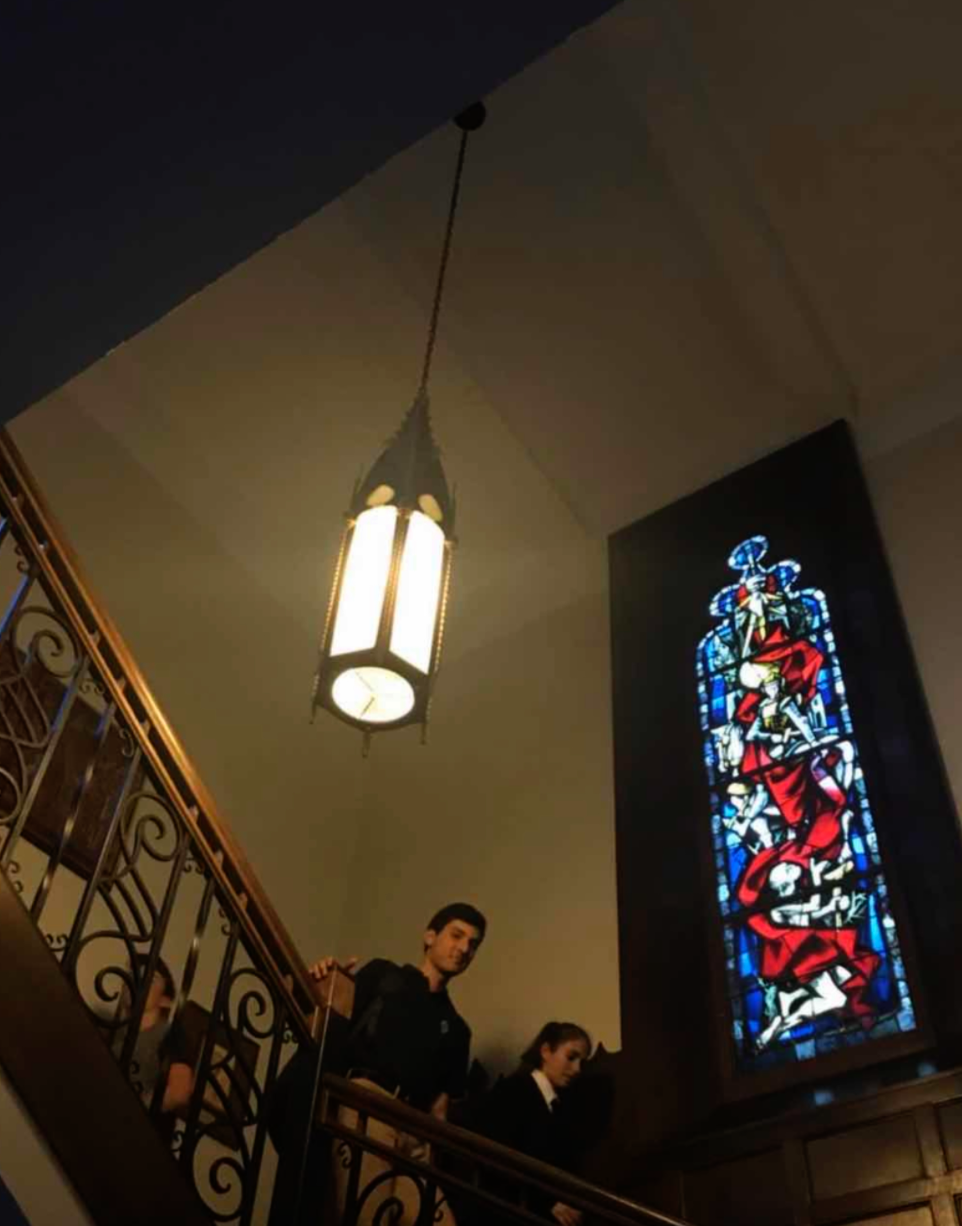
BCS Stained Glass (One of Three)

1901年にはイギリス国王ジョージ5世 (イギリス王)、1919年にはエドワード8世 (イギリス王)、1939年にはジョージ6世、1962年にはエリザベス・ボーズ＝ライアン、1989年には女王の夫エジンバラ公殿下が観閲顕彰に参加した。同じ年に1989年に、エジンバラ公により学校メダルを授与された。カナダの総督によって長年検閲されており、前回は2018年であった。
傑出した卒業生にはラジオラジオ発明者のレジナルド・フェッセンデン、37のアカデミー賞を受賞したプロデューサーのジャック・エイボス、『UPシリーズ』の監督のポール・アルモンドなどがいる。例年40%の学生は卒業生の援助を受けており、学生1人当たりの平均金額は23,800カナダドルである。
BCSはカナダの私立貴族学校CAIS+、国際ボーディング・スクール連盟TABS、QAIS、国際バカロレアIBのメンバーである。ラウンドスクエア組織による交流活動が行われており、多くのカンファレンスが存在する。学校には59回のサマーキャンプを設け、優秀な学生を選抜している。
BCSは競争力のあるスポーツ教育を重視しており、学校はRSEQ、CAIS +、QAIS、Sport-Étudesおよびその他のリーグメンバースクールである。 陸上競技は、カナダカレッジ、スタンステッドカレッジ、公立学校のアレクサンダーリージョナルハイスクールの近くにあるカナダの私立学校と強く競争している。
学校のU16アイスホッケーチームは、2015年、2019年、および2020年に北米予備校ホッケー協会の2つのチャンピオンシップを獲得した。
学校には、2つの屋内スポーツフィールド、チャペル、射撃場、6つのサッカーフィールド、3つのテニスコート、劇場（120席）、学生アクティビティセンター、24時間ナースステーション、40フィートの屋内クライミング、屋内スイミングプール（およびビショップ）がある。 （大学共同）、独立したアイスリンク、パイプオルガン、4つの科学研究所、コンピューター教室、24,000冊の図書室、アートスタジオ、写真暗室、ビーチバレーコート、ポッドキャスト放送室防音室、会議室、カフェテリア、パニーニ バー、サラダ/スープバー、木工、駅、クラフトスタジオ、射撃場、滑走路、ゲレンデ、郵便局、3D印刷装置、ITサービスステーション、サプライショップ学生用品店、チュートリアル/ライティングセンター、厩舎などの施設。

## BCS No.2 陸軍青年団

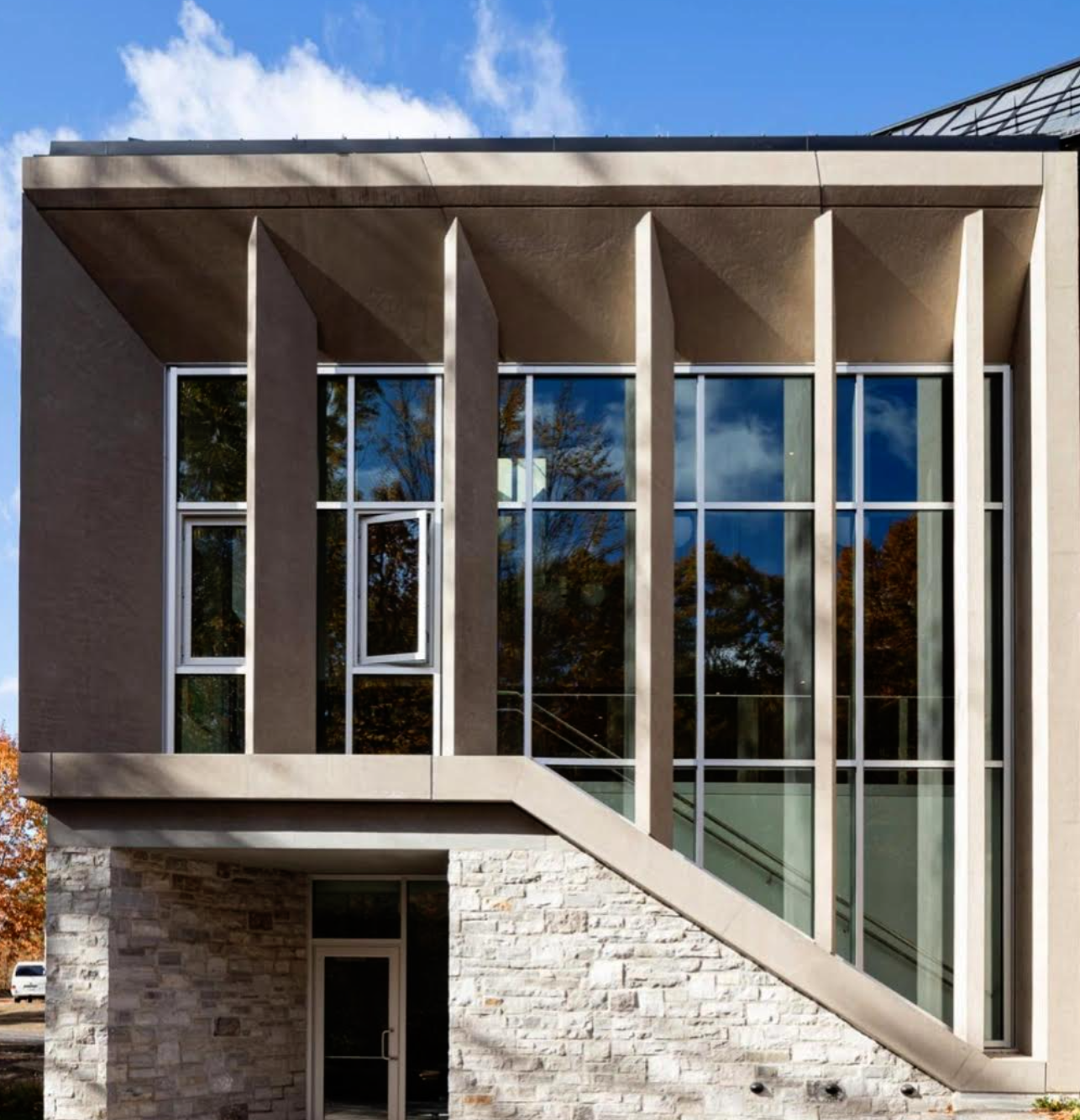
Enrichment Tutoring Center

1861年（万延元年）に設立され、カナダ王立陸軍青年団RCACに属している。この青年団はカナダで最も古い青年組織であり、カナダで唯一の戦闘メダルを有する青年部隊である。
400名以上の卒業生が参戦し、約65名が犠牲となった。同門のアンドリュー・マッキンノートン(Andrew McNaughton)はカナダ軍総司令官で、カナダの「マッカーサー」と呼ばれた。
カデットへの参加は卒業するための必須条件で、学校は年に1回、ケベックシティで開会式軍事訓練、中期軍事訓練、6月の軍事パレードを開催する。 学校の教師の多くはカナダ軍の階級も持っている。現在の副校長は現役のカナダ軍のキャプテンで、ユースリーグのマネージャーはすべて現役のメジャー以上である。

## King’Hall, コンプトン
1972-73年度にBishop's College Schoolと近隣の姉妹校King's Hall, コンプトンが合併した。1902年にはエドワード7世の即位を記念してCompton Ladies Collegeコンプトン女子教区学校と改称された。創立100周年となる。このため、BCSはカナダの私立寄宿学校の中で最初の男女混成学校の一つとなった。
KHC総長は合併前から司教学院副総長であり,両校の学生が共同で活動し,男女混成チームを結成し競技に参加している。1972年、KHC学生、教職員、学友会と伝統はすべてBCSに溶け込み、女子学生は学校生活の不可欠な一部になり始めた。学校御下賜の大小の校章の中の白いバラはKing」s Hallを象徴している。BCS女子寮とガラス廊下はそれぞれKHC校長卒業生の名前である。
これにより、学校は付属のBishop」s Preparatory Schoolの小学校の生徒を募集しなくなり、元の小学校の校舎Prepを女子寮Glassに改築した。1995年、ナンシー・レイトン(Nancy Layton)が校長に任命された。
KHCとの合併後、学生募集人数は約300人に大幅に増加し。

## 脚注

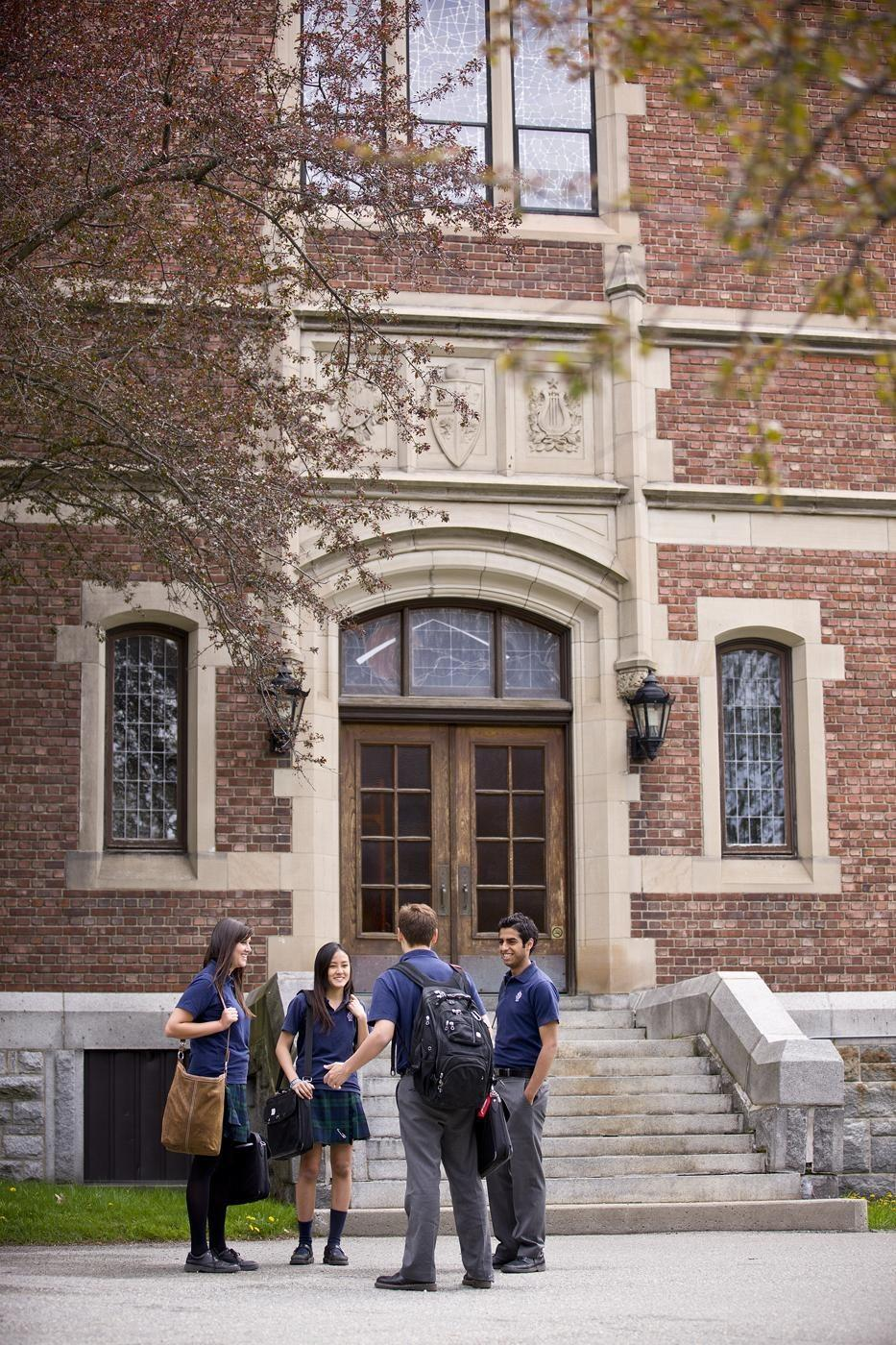
Bishop's College School